# 久金属工業
久金属工業株式会社（ひさきんぞくこうぎょう、英訳名：HISA KINZOKU KOGYO CO., LTD.）は、大阪府大阪市西成区に本社を置く、ビンや缶のキャップなどを製造・販売する日本の会社。

## 概要
ウイスキー用ピルファープルーフキャップ、医薬品瓶用フリップオフキャップのトップメーカー。
事務所など複数の建物が登録有形文化財（建造物）として文化財登録原簿に登録されている（いずれも業務施設のため外部非公開）。

## 生産拠点
- 大阪工場 - 〒557-0061：大阪府大阪市西成区北津守3丁目8-31
- 滋賀工場 - 〒528-0064：滋賀県甲賀市水口町伴中山220

## 沿革
- 1915年（大正4年） - 「久製作所」を創設。貿易用金属容器及びガラス瓶キャップの製造を始める。
- 1934年（昭和9年） - 個人経営より「合名会社久金属製作所」に組織変更。
- 1944年（昭和19年） - 関係4社を吸収合併して資本金100万円の「久金属工業株式会社」に組織変更。
- 1951年（昭和26年） - 米国より射出成形機を輸入しプラスチック製品の製造を開始。
- 1953年（昭和28年） - アルミ箔によるキャップシールおよびシール締機を日本で初めて完成。
- 1959年（昭和34年） - 神奈川県川崎市中丸子に東京工場（現東京支店）を設置。
- 1966年（昭和41年） - 日本で初めてPPキャップのエンボス・シェービングの技術を開発。
- 1971年（昭和46年） - 医薬品瓶用フリップオフキャップを日本で最初に開発。
- 2021年（令和3年） - 事務所、旧社長室等が登録有形文化財として文化財登録原簿に登録された。

## 文化財
2021年（令和3年）2月4日、以下が文化庁に登録有形文化財として文化財登録原簿に登録されている。
- 事務所 - 1937年（昭和12年）建築。木造二階建てで外壁をタイル貼りにし、デザイン性の高い木製窓枠や手摺、フランス瓦葺きの小庇が目を引く。
- 旧社長室 - 1937年（昭和12年）建築、2020年（令和2年）改修。タイル貼りで、軒にスパニッシュ瓦を廻らした瀟洒な外観。
- 品質管理室 - 1937年（昭和12年）建築、2020年（令和2年）改修。モダンな感じの半切妻造の屋根に下見板張りの外壁を持つ。
- 技術室 - 1934年（昭和9年）建築。移転当初の事務所。
- 守衛室 - 1937年（昭和12年）建築、技術室の向かいに建つ。外観は洋風ながら内部を畳敷きとする。
- 旧倉庫 - 1934年（昭和9年）建築、1937年改修。木造二階建、原材料を保管した。
- 旧第一工場 - 1934年（昭和9年）建築。切妻屋根に越こし屋根を載せた大規模な木造建築。
- 旧防空壕と伝えられる便所 - 門柱頂部に楕円形の庇を付けた特異な意匠をもつ正門も一体となって戦前の工場の景観を今に伝える。

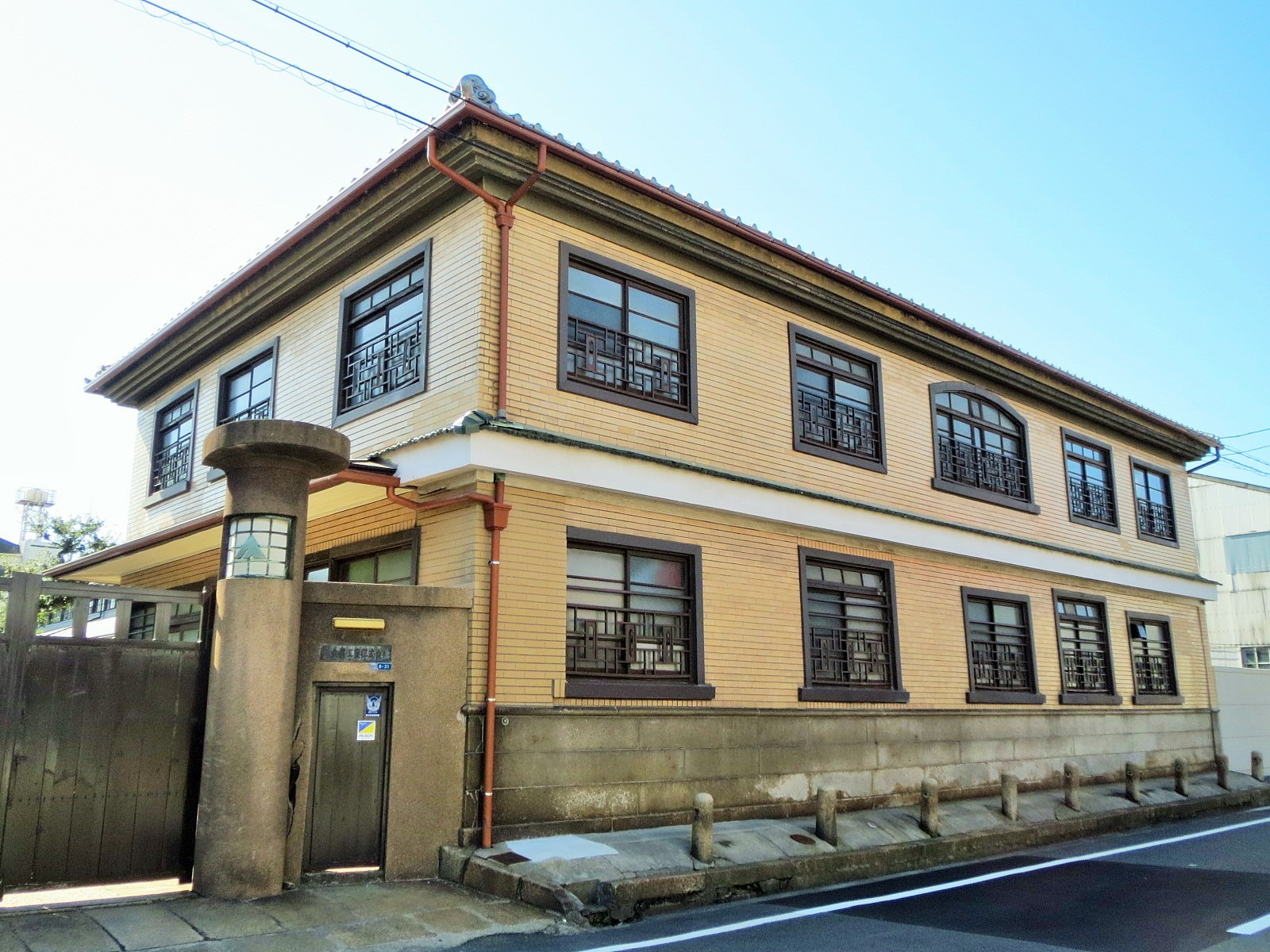
事務所
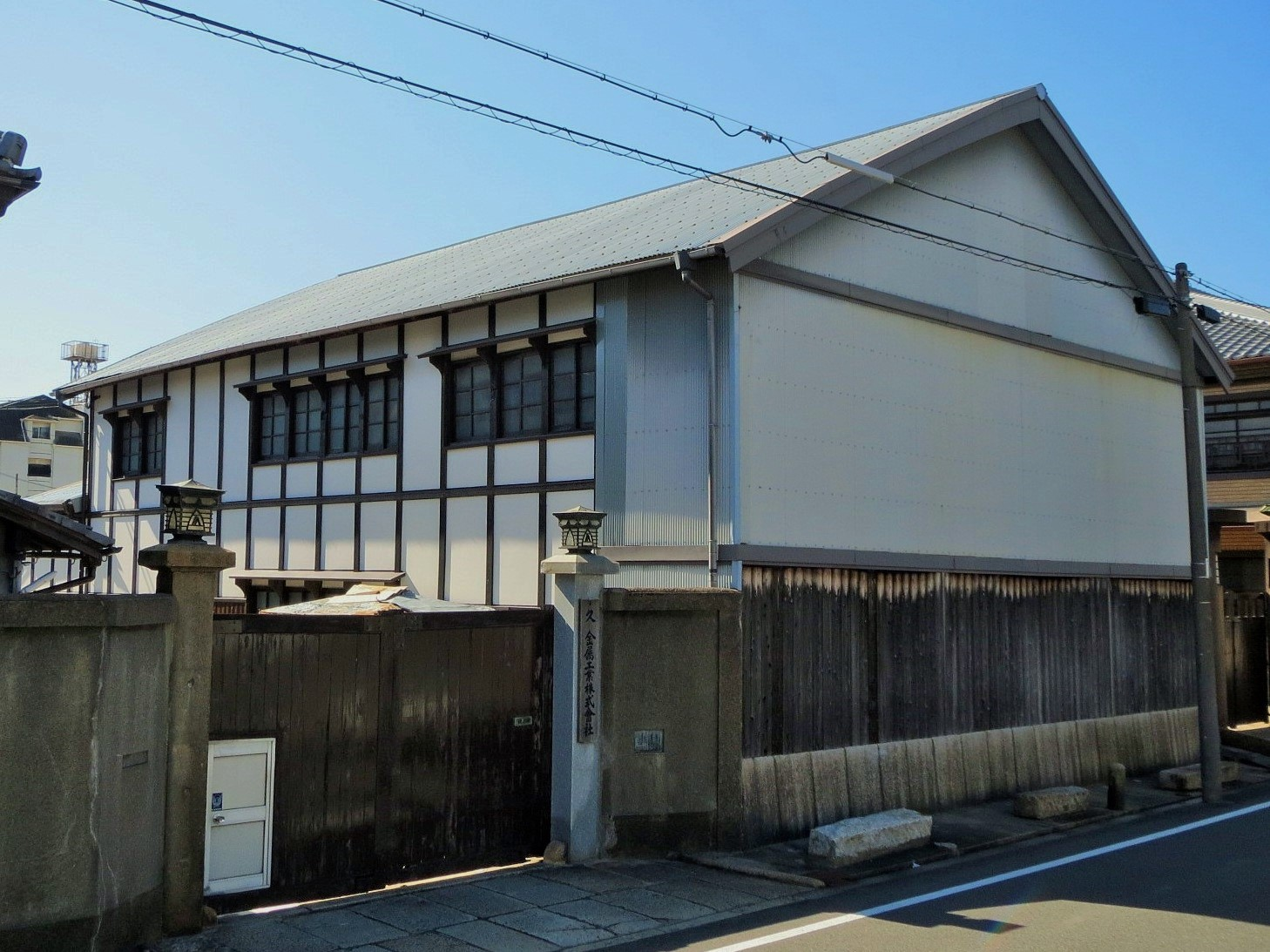
旧倉庫
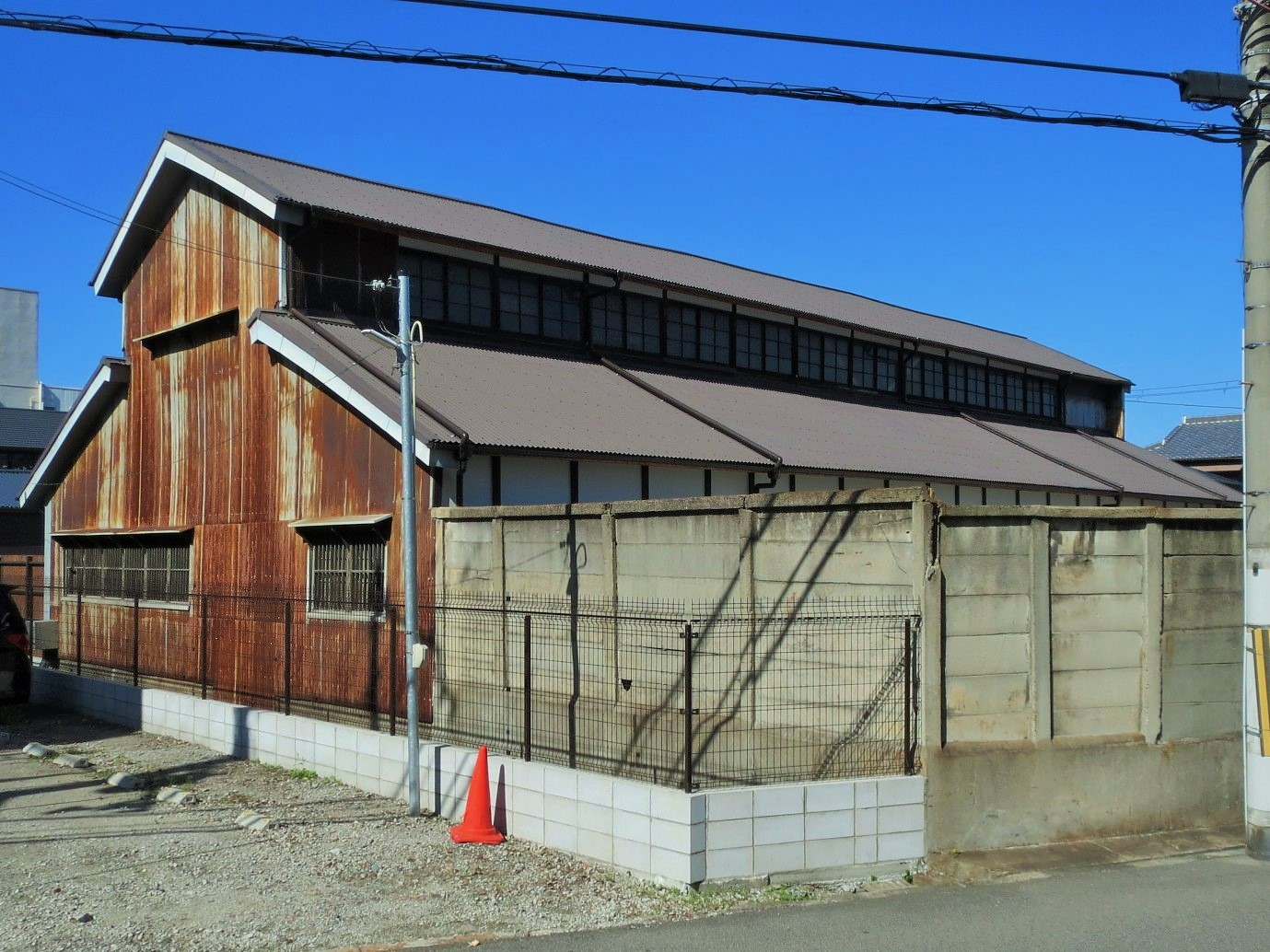
旧第一工場